# Palau de la Borsa de París

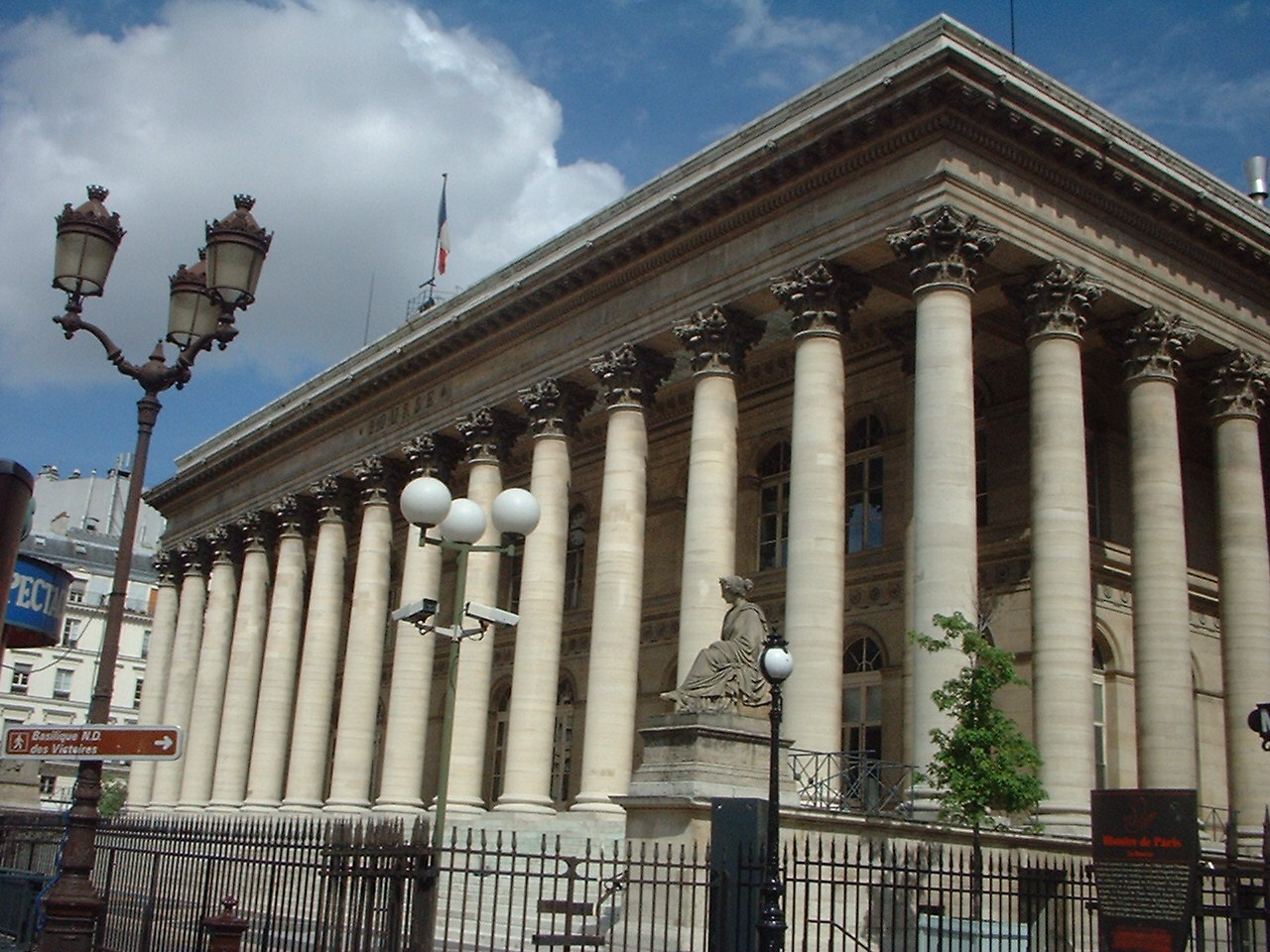
Palau Brongniart de París, França

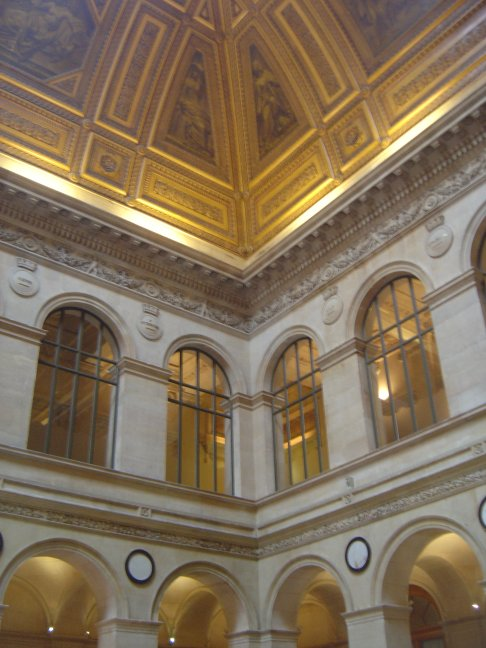
Interior

El Palau Brongniart (en francès, Palais Brongniart) també anomenat Palau de la Borsa de París és un edifici envoltat d'un peristil d'estil corinti que va ser seu de la Borsa de París. Es troba al barri Vivienne, en el segon districte de la ciutat anomenat "la Bourse".
El Palau va ser confiat per Napoleó I el 1807 a l'arquitecte Alexandre Théodore Brongniart per albergar la borsa de París que fins llavors funcionava des 1724 a l'Hotel de Nevers.
Les obres van començar el 1808, però la mort d'Alexandre Théodore li va arribar en plena construcció el 1813, pel que va haver de seguir amb el projecte l'arquitecte Labarre qui va concloure l'obra, inaugurada el 4 de novembre de 1826.
El palau Brongniart va albergar les activitats borsàries durant més de 150 anys, abans de deixar pas al sistema informatitzat l'any 1987.
Una dada curiosa: les dones no van poder obtenir el dret a entrar al palau de la Borsa de París fins a l'any 1967.
En l'actualitat l'edifici s'utilitza essencialment com a auditori, per a la realització de congressos, exposicions especials i esdeveniments de categoria.